# ستاد فرماندهی مشترک عملیات ویژه
ستاد فرماندهی مشترک عملیات ویژه (انگلیسی: Joint Special Operations Command) بخشی از ستاد فرماندهی عملیات ویژه ایالات متحده آمریکا است که وظیفه اش مطالعه و بررسی نیازمندی‌ها و تکنیک‌های عملیات‌های ویژه برای تضمین قابلیت همکاری و استانداردسازی تجهیزات، طراحی و اجرای تمرین‌ها و عملیات‌های آموزشی ویژه، توسعه تاکتیک‌های عملیات‌های مشترک ویژه و اجرای عملیات‌های ویژه در سراسر جهان است. این ستاد در سال ۱۹۸۰ با پیشنهاد سرهنگ چارلی بکویث، پس از شکست عملیات پنجه عقاب تشکیل شد. این ستاد در پوپ‌فیلد، فورت برگ قرار دارد.

## ساختار

### یگان مأموریت ویژه
فرماندهی مشترک عملیات ویژه همچنین کنترل و فرماندهی یگان‌های مأموریت ویژه ستاد فرماندهی عملیات ویژه را بر عهده دارد. این یگان‌ها نیروهای ویژه زبده‌ای هستند که فعالیت‌های فوق‌محرمانه انجام می‌دهند. تا کنون، اطلاعات تنها ۵ یگان ویژه منتشر شده‌است:
- دسته عملیاتی دلتا - گروه یکم نیروهای ویژه نیروی زمینی ارتش (ملقب به نیروی رزمی سبز)
- گروهان شناسایی هنگ   ۷۵ تکاوران (ملقب به نیروی رزمی قرمز)[۵]
- گروه توسعه جنگاوری ویژه نیروی دریایی نیروی دریایی (ملقب به نیروی رزمی آبی)
- یگان پشتیبانی اطلاعاتی نیروی زمینی (ملقب به نیروی رزمی نارنجی)[۶]
- اسکادران ۲۴ تاکتیک‌های ویژه نیروی هوایی (ملقب به نیروی رزمی سفید)[۷]

### عملیات نیروی پیشرفته (AFO)
عملیات نیروی پیشرفته (AFO) اصطلاحی است که وزارت دفاع ایالات متحده آمریکا برای توصیف نیروهای رزمی متشکل از نیروی دلتا، گروهان شناسایی هنگ ۷۵ تکاوران و گروه توسعه جنگاوری ویژه نیروی دریایی استفاده می‌کند. به گفته ژنرال مایکل ریپاس، که در جنگ عراق با AFOها خدمت می‌کرد، AFO شامل عملیات‌های نظامی تأیید شده توسط وزیر دفاع ایالات متحده آمریکا مانند عملیات مخفیانه است.